# Descente femmes des championnats du monde de ski alpin 2023
Navigation
Cortina d'Ampezzo 2021 Saalbach 2025
La descente femmes des Championnats du monde de ski alpin 2023 se déroule le 11 février 2023  à Méribel en France. Jasmine Flury qui ne s'est jamais imposée en descente, bénéficie d'un petit dossard (le n°2) et réalise une course parfaite, notamment dans le choix de ses trajectoires,  pour créer la surprise en bas de la piste du Roc de Fer. Le soleil qui brille sur Méribel chauffe rapidement le terrain, et ralentit les concurrentes qui s'élancent ensuite dans toute la portion de glisse du début de course où Flury creuse des écarts importants.  Nina Ortlieb et la tenante du titre Corinne Suter profitent aussi de leurs petits dossards et d'une descente maitrisée pour accompagner Jasmine Flury, 29 ans, sur le podium. La favorite Sofia Goggia est en course pour une médaille quand elle enfourche une porte située juste avant la ligne d'arrivée

## Médaillées
| Or            | Argent       | Bronze        |
| Jasmine Flury | Nina Ortlieb | Corinne Suter |

## Résultats
Le départ de la course est donné à 11 h 00 CET
| Rank               | Bib          | Name                | Country            | Time          | Diff     |
| ------------------ | ------------ | ------------------- | ------------------ | ------------- | -------- |
| Médaille d'or      | 2            | Jasmine Flury       | Suisse             | 1 min 28 s 03 | —        |
| Médaille d'argent  | 5            | Nina Ortlieb        | Autriche           | 1 min 28 s 07 | + 0 s 04 |
| Médaille de bronze | 8            | Corinne Suter       | Suisse             | 1 min 28 s 15 | + 0 s 12 |
| 4                  | 10           | Cornelia Hütter     | Autriche           | 1 min 28 s 40 | + 0 s 37 |
| 4                  | 7            | Mirjam Puchner      | Autriche           | 1 min 28 s 40 | + 0 s 37 |
| 6                  | 15           | Ilka Štuhec         | Slovénie           | 1 min 28 s 45 | + 0 s 42 |
| 7                  | 1            | Stephanie Venier    | Autriche           | 1 min 28 s 60 | + 0 s 57 |
| 8                  | 9            | Kira Weidle         | Allemagne          | 1 min 28 s 64 | + 0 s 61 |
| 9                  | 14           | Lara Gut-Behrami    | Suisse             | 1 min 28 s 74 | + 0 s 71 |
| 10                 | 11           | Ragnhild Mowinckel  | Norvège            | 1 min 28 s 87 | + 0 s 84 |
| 11                 | 20           | Priska Nufer        | Suisse             | 1 min 28 s 89 | + 0 s 86 |
| 12                 | 4            | Laura Gauché        | France             | 1 min 29 s 06 | + 1 s 03 |
| 13                 | 13           | Elena Curtoni       | Italie             | 1 min 29 s 08 | + 1 s 05 |
| 14                 | 19           | Laura Pirovano      | Italie             | 1 min 29 s 09 | + 1 s 06 |
| 15                 | 16           | Kajsa Vickhoff Lie  | Norvège            | 1 min 29 s 10 | + 1 s 07 |
| 16                 | 3            | Romane Miradoli     | France             | 1 min 29 s 10 | + 1 s 07 |
| 17                 | 18           | Joana Hählen        | Suisse             | 1 min 29 s 29 | + 1 s 26 |
| 18                 | 17           | Nicol Delago        | Italie             | 1 min 29 s 44 | + 1 s 41 |
| 19                 | 29           | Isabella Wright     | États-Unis         | 1 min 29 s 71 | + 1 s 68 |
| 20                 | 25           | Elvedina Muzaferija | Bosnie-Herzégovine | 1 min 29 s 94 | + 1 s 91 |
| 21                 | 21           | Anouck Errard       | France             | 1 min 30 s 14 | + 2 s 11 |
| 22                 | 24           | Cande Moreno        | Andorre            | 1 min 30 s 15 | + 2 s 12 |
| 23                 | 23           | Tricia Mangan       | États-Unis         | 1 min 30 s 24 | + 2 s 21 |
| 24                 | 22           | Greta Small         | Australie          | 1 min 30 s 33 | + 2 s 30 |
| 25                 | 28           | Ania Monica Caill   | Roumanie           | 1 min 32 s 25 | + 4 s 22 |
| 26                 | 27           | Sabrina Simader     | Kenya              | 1 min 32 s 36 | + 4 s 33 |
|                    | 12           | Breezy Johnson      | États-Unis         | Abandon       | Abandon  |
| 26                 | Emma Aicher  | Allemagne           |                    | Abandon       | Abandon  |
| 6                  | Sofia Goggia | Italie              | Disqualifiée       | Disqualifiée  |          |